# Округ Рокдејл (Џорџија)
Округ Рокдејл (енгл. Rockdale County) је округ у америчкој савезној држави Џорџија.

## Демографија
По попису из 2010. године број становника је 85.215, што је 15.104 (21,5%) становника више него 2000. године.
| Група             | 2000.          | 2010.          |
| Белци             | 50.967 (72,7%) | 34.826 (40,9%) |
| Афроамериканци    | 12.771 (18,2%) | 39.559 (46,4%) |
| Азијати           | 1.340 (1,9%)   | 1.516 (1,8%)   |
| Хиспаноамериканци | 4.182 (6,0%)   | 8.063 (9,5%)   |
| Укупно            | 70.111         | 85.215         |